# Nils Allesson
Nils Allesson, latinizzato in Nicolaus Allonius (... – 1305), è stato un arcivescovo cattolico svedese, Arcivescovo di Uppsala dal 1292 fino alla sua morte.

## Biografia
Si ritiene che abbia studiato all'Università di Parigi dal 1278. Al ritorno dalla Svezia, divenne diacono ad Uppsala nel 1286 e fu eletto Arcivescovo di Uppsala nel 1292. All'epoca, il capitolo della cattedrale di Uppsala era nel mezzo di una disputa con l'Arcivescovo di Lund, in Danimarca, che rivestiva il ruolo di primate rispetto all'Arcivescovo di Uppsala. Il capitolo si oppose all'elezione di Allesson e si appellò al giudizio papale. Questi confermò lo status di Allesson, che si recò a Roma per essere ordinato nel 1295.

## Successione apostolica
- Papa Bonifacio VIII
- Arcivescovo Nils Allesson